# 大石神影流
大石神影流（おおいししんかげりゅう）は、大石種次（進、後に七太夫、武楽）が開いた剣術の流派。大石流とも呼ばれる。福岡県の大牟田市・柳川市に現存する。

## 概要
開祖は大石進種次（武楽）、2代は大石進種昌といずれも「大石進」と名乗っており、またいずれの大石進も江戸に出ているので、この両者を混同して大石進という一人の剣客と誤解されていることが多い。
大石進種次は、吊した鞠を竹刀で突いて、突き技を磨いたと伝えられる。その後、父親から神影流剣術と大島流槍術を継承した後に、大石神影流を開いたとされる。
1832年（天保3年）、種次は江戸に出て、5尺3寸の長竹刀を遣い、突きと胴切りで、江戸の名だたる剣術師家を倒した。この時に、『一刀流極意』によれば白井亨のみが種次に勝ったとも、千葉周作が樽の蓋を鍔にして引き分けたともいわれる。翌1833年（天保4年）には男谷信友に突き技で勝ったという。勝海舟も当時のことを「御一新以上の騒ぎ」と記しており、その後長竹刀が流行した。
種次の子である種昌も、大石神影流を継承した後、江戸に出て、5尺3寸の長竹刀で江戸の名だたる剣術師家を倒した。
種次、種昌二人ともに江戸で目覚ましい戦績を残したことによって、剣術修行の目的地に大石道場のある筑後柳河藩を目指す者が多く出て、大石神影流は多くの地域に伝わった。大石道場で修行した他藩の者の中に土佐藩士・樋口真吉、甚内兄弟がいた。
樋口真吉は土佐藩で無外流剣術と高木流槍術を修行していたが、独自に竹刀や防具の工夫や技の改良を行い、他流試合を行ったので破門された。1837年（天保8年）、樋口は廻国修行に出て、柳河の大石道場に入門した。樋口真吉は剣術だけではなく槍術も大石進に学び、入門後28日で皆伝を授けられた。この後も樋口真吉は何度も柳河へ赴き大石進のもとで修行した。樋口兄弟が皆伝を得て土佐に帰ったことにより、大石神影流が土佐藩に伝えられた。また、大石進が高知に招かれ、大石神影流が土佐藩の藩校で指導されるようになった。
このほか、日向国高鍋藩でも藩命で大石神影流を学ぶ者がおり、柿原宗敬は柳河藩に来て大石神影流を学んだとされる。
大石種次の墓は恵日寺にある(現在は大牟田市宮部共同納骨堂近くにある)。第6代宗家は大石英一、第7代宗家は平成26年4月20日、大石馨に継承された。

## 特徴
流儀の特徴としては、剣尖を敵の喉に向け、左肘を曲げて水平に構えるという、まるで槍術の構えを思わせる「附」（つけ）という構えから、左片手突きを繰り出すのが得意な流派である。これは大石種次が大島流槍術の指南でもあったことから、槍術から発案したものと思われる。大石進は5尺3寸の長竹刀を遣ったが、流儀の定寸は各自の胸の高さまで（これでも当時の基準では長い竹刀だが）である。二刀の形や「鞘之内」と称する居合、小太刀術も含み、すべての剣技は型の応用変化であるとして、その数は80ほどある。

## 大石種昌
大石種昌(おおいしかずまさ)（1824年―1878年）は大石種次の次男。大石新影流2代目。柳河藩士。大石進種昌とも。土佐藩に招かれて多くの藩士を指導し、後藤象二郎や吉田東洋らが門下生となった。また土佐藩の藩校である致道館では、大石神影流が教えられることになった。